# 腋花黄芩
腋花黄芩（学名：Scutellaria axilliflora），为唇形科黄芩属下的一个种。

## 扩展阅读
維基物種上的相關：腋花黄芩